# Forschungsfreiheit
Die Forschungsfreiheit zählt im Zusammenhang mit der Wissenschaftsfreiheit und der Lehrfreiheit zu den bürgerlichen Grundrechten. In Deutschland wird die Freiheit der Wissenschaft, Forschung und Lehre gemäß Artikel 5 Grundgesetz (GG) als Grundrecht geschützt, in Österreich durch das Bundes-Verfassungsgesetz und das Universitätsgesetz 2002. In der Schweiz genießt sie nach Art. 20 der Bundesverfassung ebenfalls Verfassungsrang.

## Rechtslage in Deutschland

### Wortlaut
Die Forschungsfreiheit wird durch Art. 5 Absatz III GG gewährleistet. Der Wortlaut des Grundrechts lautet seit Inkrafttreten des Grundgesetzes wie folgt:
Die Kunstfreiheit ist hierbei ein eigenständiges Grundrecht, das von der Forschungsfreiheit auszuklammern ist. Der Dreiklang aus Wissenschaft, Forschung und Lehre wiederum bedeutet nicht das Nebeneinander dreier eigenständiger Grundrechte, sondern das einheitliche Grundrecht der Wissenschaftsfreiheit. Forschung und Lehre sind lediglich konkretisierende Unterbegriffe der Wissenschaft; Forschung und Lehre sind also die beiden Teilelemente der Wissenschaft, die diese hinreichend und abschließend umschreiben. Die Formulierung in Artikel 5 Absatz 3 GG ist daher so zu verstehen, dass „wissenschaftliche Forschung und Lehre“ frei sind. Es kann also zwischen Forschungsfreiheit und Lehrfreiheit unterschieden werden. Diese Freiheiten genießen namentlich Hochschullehrer, während die Lehrfreiheit im schulischen Bereich insbesondere durch die Vorgaben der Lehrpläne eingeschränkt ist.

### Schutzbereich

#### Persönlich
Die Norm macht keine Angaben zum Kreis der Grundrechtsträger. Daher kann sich jedermann auf das in Artikel 5 Absatz 3 GG enthaltene Grundrecht berufen. Einschlägige Grundrechtsträger sind alle Personen, die wissenschaftlich tätig sind oder es werden wollen. Erforderlich ist eine gewisse Selbstständigkeit des Forschenden bei seiner Forschung. Dazu zählen insbesondere Hochschullehrer, wissenschaftliche Mitarbeiter oder außeruniversitär tätige Forscher. Auch Studenten können sich auf das Grundrecht berufen, wenn sie eigenständig einer forschenden Tätigkeit nachgehen. Ebenfalls können sich juristische Personen auf das Grundrecht berufen. In Betracht kommen Forschungseinrichtungen oder -unternehmen sowie Hochschulen.

#### Sachlich
In sachlicher Hinsicht ist Wissenschaft im Sinne von Artikel 5 Absatz 3 GG nach der Definition des Bundesverfassungsgerichts jede Tätigkeit, die „nach Inhalt und Form als ernsthafter planmäßiger Versuch zur Ermittlung der Wahrheit anzusehen ist“. Da Wissenschaft ein komplexes Feld ist und viele unterschiedliche Formen annehmen kann, ist die Definition der Forschung weit auszulegen. Unerheblich sind die Methoden, mit denen die Forschung durchgeführt wird, oder ihre Resultate. Es genügt das ernsthafte Bemühen um das Erzielen wissenschaftlicher Erkenntnisse. Vom Schutzbereich ausgeschlossen sind nur Praktiken, die lediglich den Anschein einer wissenschaftlichen Vorgehensweise besitzen und wissenschaftliche Standards deutlich verfehlen.
Die Funktion als subjektives Abwehrrecht für jedermann mit denkbar weitem Schutzbereich deckt sich de facto mit dem sozialen Lebensbereich Wissenschaft und Forschung. Zwar muss die Lehre in Zusammenhang mit der Forschung stehen, aber Forschung ist bereits alleine ein hinreichender Bestandteil wissenschaftlicher Betätigung. Folglich gilt das Grundrecht auch im außeruniversitären Bereich. Der Schutzbereich umfasst damit auch angewandte Forschung, ebenfalls Zweck- und Auftragsforschung.
Wissenschaftliche Forschung ist laut Bundesverfassungsgericht die „geistige Tätigkeit mit dem Ziel, in methodischer, systematischer und nachprüfbarer Weise neue Erkenntnisse zu gewinnen“. Unter den Begriff der Lehre fallen Betätigungsformen, die zur pädagogischen Vermittlung des durch Forschung erlangten Wissens dienen. Darunter fällt in erster Linie die Freiheit des Lehrpersonals, den Ablauf und den Inhalt des Unterrichts eigenständig zu gestalten. Das Grundrecht schützt dabei allerdings nicht vor dienstlichen oder organisatorischen Vorgaben, die zum Erreichen der Ausbildungsziele notwendig sind. Vom Schutzbereich nicht erfasst sind allgemeinbildende Schulen, da bei ihnen nicht das wissenschaftliche Arbeiten im Vordergrund steht. Für sie ist das speziellere Grundrecht aus Art. 7 GG einschlägig.
Gewährleistet ist die Freiheit von jeglicher staatlichen Einmischung bei der Wahl der Forschungsgebiete, der Durchführung und der Verbreitung. Weiterhin geschützt sind die Organisation und die Unterstützung von Forschung. Nicht geschützt wird die kommerzielle Verwertung von Forschungsergebnissen. Sofern bei der Suche nach Wahrheit Rechtsgüter Dritter tangiert werden, fällt dies dennoch nicht direkt aus dem Schutzbereich. Die Beeinträchtigung ist erst auf der Schrankenebene zu berücksichtigen. Nur wenn sich Forschung eigenmächtig über fremde Rechtsgüter hinwegsetzt, soll dies vom Gewährleistungsbereich nicht mehr umfasst sein.

#### Objektivrechtliche Dimension
Neben seiner Funktion als subjektives Abwehrrecht des Bürgers ist die Wissenschaftsfreiheit nach der Rechtsprechung des Bundesverfassungsgerichts auch eine wertentscheidende Grundsatznorm, die den Staat verpflichtet, mit der Institution der Hochschulen Teilhabe an freier Wissenschaft zu organisieren. Es besteht aber kein Anspruch privater Forschungseinrichtungen auf finanzielle Unterstützung.
Der Staat ist außerdem verpflichtet, die Wissenschaftsfreiheit vor Behinderungen durch Dritte zu schützen. Daraus ergibt sich auch eine Wirkung ins Privatrecht hinein. Obwohl das Grundrecht als Abwehrrecht des Bürgers gegen den Staat konzipiert ist, kann die im Grundrecht enthaltene Wertentscheidung in andere Rechtsmaterien, auch in das Privatrecht, hineinwirken. Kommt es zu privatrechtlichen Beeinträchtigungen der Wissenschaftsfreiheit, etwa an privaten Forschungseinrichtungen, sind diese auch am Maßstab des Grundrechts zu messen. Diese Ausstrahlungsfunktion des Grundrechts wird als mittelbare Drittwirkung bezeichnet.

### Eingriffe
Den Charakter eines Eingriffs besitzen Maßnahmen, die auf die wissenschaftliche Erkenntnisgewinnung einwirken. Dazu zählt die Einflussnahme auf einzelne Forscher oder auf Forschungseinrichtungen insgesamt. Geschützt wird insbesondere deren Unabhängigkeit bei der Forschung. Eine Bewertung von Forschungs- und Lehrleistungen kann ebenfalls einen Eingriff darstellen. Das Festlegen von Zugangsvoraussetzungen zu Forschungsinstituten besitzt dagegen keinen Eingriffscharakter.
Aufgrund der objektiven Wertentscheidung des Grundrechts, die den Staat zur Gewährleistung von Zugangsmöglichkeiten zur Forschung verpflichtet, kann auch in dem Unterlassen der Förderung der Forschung ein Eingriff liegen.

### Schranken
Dem Wortlaut des Artikel 5 Absatz 3 GG lässt sich keine Möglichkeit der Beschränkung der Forschungsfreiheit entnehmen. Eine Anwendung des in Art. 5 Absatz 2 GG normierten Gesetzesvorbehalts ist nicht mit der Systematik der Grundrechte vereinbar. Die Forschungsfreiheit ist daher als vorbehaltloses Grundrecht gewährleistet. Sie unterliegt anders als viele andere Grundrechte keinem Gesetzesvorbehalt, wie auch beispielsweise die Kunstfreiheit oder die Religionsfreiheit. Nach allgemeiner Auffassung in der Rechtswissenschaft können jedoch auch vorbehaltlos gewährleistete Grundrechte beschränkt werden. Die Grundlage hierfür bilden andere Verfassungsgüter, die mit dem Grundrecht kollidieren. Aufgrund der Gleichwertigkeit von Verfassungsgütern ist eine Abwägung zwischen dem Recht auf Forschungsfreiheit und dem kollidierenden Gut herzustellen. Dabei ist im Sinne der praktischen Konkordanz ein schonender Ausgleich herbeizuführen, der nach beiden Seiten hin jedem Verfassungsgut möglichst weit reichende Geltung verschafft. Ein auf die Verletzung eines Verfassungsguts gestützter Eingriff in die Forschungsfreiheit bedarf außerdem einer gesetzlichen Konkretisierung.
Einschränkungen der Forschungsfreiheit können sich beispielsweise aus der durch das Grundrecht selbst geschützten Funktionsfähigkeit von Forschungseinrichtungen ergeben. Die Lehrfreiheit kann durch das Recht auf die freie Wahl einer Ausbildungsstätte, das durch Art. 12 GG gewährleistet wird, eingeschränkt werden. Vielfältige Beschränkungsmöglichkeiten, etwa die Pflicht zum vertraulichen Umgang mit personenbezogenen Daten, ergeben sich aus dem allgemeinen Persönlichkeitsrecht, das aus Art. 1 Absatz 1 GG in Verbindung mit Art. 2 Absatz 1 GG abgeleitet wird. Forschung, die gegen die Menschenwürde (Artikel 1 Absatz 1 GG) verstößt, ist sie in jedem Fall verfassungswidrig und nicht durch die Forschungsfreiheit gedeckt. Eingriffe können sich ebenfalls auf den Tierschutz stützen, der durch Art. 20a GG Verfassungsrang besitzt. Eine weitere Grundlage für Eingriffe stellt die Gewissensfreiheit aus Art. 4 Absatz 1 GG dar.
Eine besondere Schranke stellt die in Artikel 5 Absatz 3 Satz 2 genannte Treuepflicht der Lehre gegenüber der Verfassung dar. Dies stellt eine Ausprägung der auf Artikel 33 Absatz 5 gestützten Loyalitätspflicht des Beamtentums gegenüber der demokratischen Grundordnung dar.

## Probleme
Diese überwiegend zu findende Ansicht zur Forschungsfreiheit führt zu mehreren Problemen:

### Grenzen der Forschung
Der weite Schutzbereich und das Abstellen auf eine bestimmte Handlungs- bzw. Arbeitsweise führen dazu, dass dieses Grundrecht seine Grenzen erst dort findet, wo andere Verfassungswerte betroffen sind. Die Beweislast für die Zulässigkeit von Forschung wird damit auf den Passiven geschoben. Augenfällig wird dies in der Bio- und Gentechnik. In der Embryonenforschung (siehe auch Retortenbaby) ist damit die Frage „Wann beginnen Leben und Würde des Embryos?“ elementar für deren Zulässigkeit. Somit gilt: „Im Zweifel für die Freiheit.“ Doch selbst wenn Rechtsgüter Dritter beeinträchtigt werden, muss die Forschungsfreiheit noch nicht hinten anstehen. Vielmehr wird auf der Abwägungsebene ein Ergebnis gesucht, bei dem das Grundrecht, in das der Staat z. B. durch ein Verbot eingreift, stärker geschützt ist als das Grundrecht, zu dessen Schutz der Staat ein Verbot erlassen hat. So kann theoretisch der Schutz „hochrangiger Forschung“ das Lebensrecht des Embryos überwiegen.
Ähnliche Probleme gibt es z. B. auch bei der Freisetzung gentechnisch veränderter Organismen, die Leben, Gesundheit und Eigentum gefährden können.

### Themenfreiheit
Die Forschungsfreiheit findet ihre Grenze auch in der Bewertung der Relevanz einer bestimmten Forschungstätigkeit. So mag es beispielsweise wissenschaftlich begründbar sein, umfangreiche Forschungsaktivitäten etwa zum Einfluss der Klimaveränderung auf Leberwurst zu initiieren und im Rahmen einer Lehrstuhlinhabe mit den zur Verfügung stehenden Mitteln in umfangreicher Weise durchzuführen und dabei andere Fragestellungen zu vernachlässigen. Begrenzt wird hier die wissenschaftliche Aktivität durch die akademische Selbstkontrolle, d. h. die regulierende Einflussnahme wissenschaftlicher Kollegen über die inneruniversitären und universitätsüberschreitenden Gremien. Welche Einflussinstrumente hierbei zur Verfügung gestellt werden (Ehrengerichte, Kompetenzen bei der Mittelzuweisung), ist eine Angelegenheit der Regelung durch die Hochschulrahmengesetzgebung, d. h. Aufgabe der Politik.
Die Frage der Themenfreiheit ist insbesondere relevant für die Bewertung der Aktivitäten im Bereich der Grundlagenforschung.

### Forschungsfreiheit von Individuen und Organisationen

#### Die Universität
Seit langem Gegenstand ausführlicher Untersuchungen ist das Verhältnis des an der Universität beschäftigten Forschers. Dieser hat ein Abwehrrecht gegen den Staat, der gleichzeitig mit der Organisation Universität seine Pflicht erfüllt, Forschung zu ermöglichen. Staatlichen Hochschulen müssen deshalb Freiheiten eingeräumt werden. Daher werden sie in ihrer Autonomie beschränkt, damit die Anforderungen der Organisation (Studienordnungen, Prüfungen, Lehrverpflichtungen usw.) nicht die individuelle Forschungsfreiheit verletzen.
Die Finanznot der Universitäten führt aber dazu, dass die individuelle Forschungsfreiheit immer stärker eingeschränkt wird. Es ist v. a. der Zwang zur Ökonomisierung wissenschaftlicher Erkenntnisse (Drittmittel, Patente, angewandte Forschung), der die Forscher zwingt, sich den scheinbar gesellschaftlich nützlichsten (d. h. ökonomisch besonders rentablen) Forschungszweigen zu widmen oder eine immer schlechter werdende Mittelausstattung hinzunehmen. Dabei betont das Bundesverfassungsgericht:
„Zugunsten der Wissenschaftsfreiheit ist stets der diesem Freiheitsrecht zugrundeliegende Gedanke mit zu berücksichtigen, dass gerade eine von gesellschaftlichen Nützlichkeits- und politischen Zweckmäßigkeitsvorstellungen befreite Wissenschaft dem Staat und der Gesellschaft im Ergebnis am besten dient.“
Dennoch hat das BVerfG 2004 den Abbau von Selbstverwaltungsrechten an den Universitäten gebilligt. Ebenfalls gebilligt hat es die teilweise Kopplung der staatlichen Mittelverteilung an die Drittmitteleinwerbung. Allerdings dürften Drittmittel weder alleine für die Mittelverteilung entscheidend sein, noch dürften Drittmittel, die Anreize für angewandte und ergebnisorientierte Forschung geben, hierbei berücksichtigt werden.

#### Außeruniversitäre und private Organisationen
Die individuelle Forschungsfreiheit unterliegt weitgehenden Beschränkungen, wenn der Forscher privat angestellt ist.
Die Forschungsfreiheit kann – als Abwehrrecht gegen den Staat – einem Privaten (beispielsweise einem Arbeitgeber) überhaupt nicht zur Abwehr von Ansprüchen entgegengehalten werden. Der Forscher unterliegt damit dem Direktionsrecht seines Arbeitgebers. Das ist sinnvoll, wenn man an die Wahrung von Geschäftsgeheimnissen oder den Zweck der Industrieforschung denkt. Bedenklich ist jedoch, wenn – wie es vielfach in der Literatur vertreten wird – stattdessen die Organisation die Forschungsfreiheit gegen den Staat in Anspruch nehmen soll. Inwieweit sich dies mit den ursprünglichen Zielen von Wissenschaft und deren nie endender Suche nach Wahrheit verträgt, die grundsätzlich auf Transparenz, Publizität, wissenschaftlichen Diskurs und eben individueller Forschungsfreiheit beruht, sollte nicht unberücksichtigt bleiben. Während sich Universitäten unbestritten auf Art. 5 Abs. 3 GG berufen können, ist die Frage, ob solche „unfreie“ Forschung im verfassungsrechtlichen Sinne noch wissenschaftlich ist, bisher unbeantwortet. Jedenfalls spricht vieles dafür, dass sich dieses Grundrecht nicht wesensmäßig auf juristische Personen übertragen (Art. 19 Abs. 3 GG) lassen sollte, wenn diese Forschungseinrichtungen nicht von einer gewissen Autonomie gekennzeichnet sind und damit ihren Forschern ein gewisses Maß individueller Forschungsfreiheit einräumen.
Häufiger ist deshalb die Forderung anzutreffen, dass Forschung ein gewisses Maß an innerer Autonomie benötigt, um durch Artikel 5 Abs. 3 GG geschützt zu werden.

### Einschränkung der Forschungsfreiheit
Forschungsfreiheit wird nicht nur berechtigt eingeschränkt (s. o.), sondern auch häufig dort, wo Forschung politisch nicht erwünscht ist. Karlheinz Ingenkamp hat darauf hingewiesen, dass häufig der Datenschutz als Argument dafür verwendet werde, z. B. Schulforschung zu behindern.
Auch heute werden die großen Schulvergleichsuntersuchungen kaum von unabhängigen Instituten durchgeführt, sondern von solchen, die von Bund- oder Länderzuweisungen oder auch von Mitteln industrienaher Stiftungen, wie z. B. der Bertelsmann-Stiftung oder dem Stifterverband für die Deutsche Wissenschaft, abhängig sind. Hier sind auch die bekannten PISA-Studien der OECD oder die sogenannten Hochschulrankings des Centrums für Hochschulentwicklung (CHE-Ranking) einzureihen. Zur kritischen wissenschaftlichen Bewertung der letzteren siehe die Stellungnahme der DGS.

### Sonderfall Theologie
Da in theologischen Fächern die Wissenschaftler erheblich von der Kirche abhängen, ist die Freiheit der Wissenschaft hier eingeschränkt. Nachdem beispielsweise die Theologin Uta Ranke-Heinemann am 15. April 1987 in einer Fernsehsendung des WDR aus dem Marien-Wallfahrtsort Kevelaer Zweifel an der biologischen Jungfrauengeburt Marias kundgetan hatte: „Viele Juden sind umgebracht worden, weil sie nicht an die Jungfrauengeburt glauben konnten. Und ich kann das auch nicht“, entzog ihr der Essener Bischof Franz Hengsbach am 15. Juni 1987 die Lehrbefugnis für katholische Theologie.
Zwar wird vor der Berufung zum Professor das sogenannte „Nihil obstat“ von kirchlicher Seite eingeholt, jedoch existiert kein „Mitspracherecht“ der Kirche in Berufungskommissionen oder gar ein Anspruch darauf, in der Berufungskommission einen Vertreter zu stellen.

## Die Lage in Österreich
In Österreich ist die Freiheit der Wissenschaft durch Art. 17 des Staatsgrundgesetzes über die allgemeinen Rechte der Staatsbürger, RGBl. Nr. 142/1867 geschützt, an Universitäten darüber hinaus durch das Universitätsgesetz. In der derzeit gültigen Fassung von 2002 heißt es dazu: „§ 2. Die leitenden Grundsätze für die Universitäten bei der Erfüllung ihrer Aufgaben sind: 1. Freiheit der Wissenschaften und ihrer Lehre (Art. 17 des Staatsgrundgesetzes über die allgemeinen Rechte der Staatsbürger, RGBl. Nr. 142/1867) und Freiheit des wissenschaftlichen und des künstlerischen Schaffens, der Vermittlung von Kunst und ihrer Lehre (Art. 17a des Staatsgrundgesetzes über die allgemeinen Rechte der Staatsbürger); (…).“

## Polen
2018 veröffentlichten zwei namhafte polnische Historiker und Holocaustforscher, Barbara Engelking und Jan Grabowski, ein Buch über das Schicksal der Juden in Polen während der deutschen Besatzung 1939 bis 1945. Eine Nichte des damaligen Bürgermeisters Edward Malinowski, dem die beiden vorgeworfen hatten, 22 Juden an die deutschen Besatzer verraten zu haben (die daraufhin erschossen wurden) verklagte sie und argumentierte, dass Malinowski in einem Verfahren kurz nach dem Krieg von den Vorwürfen freigesprochen worden war. Am 9. Februar 2021 verurteilte ein polnisches Gericht Engelking und Grabowski zu einer öffentlichen Entschuldigung an die Klägerin. Das Urteil rief ein weltweites Echo hervor. Sprecher der Holocaust-Gedenkstätte Yad Vashem charakterisierten das Urteil als einen „ernsthaften Angriff auf die freie und offene Forschung“. Die Kontroverse entstand auch vor dem Hintergrund eines 2018 (Kabinett Morawiecki I) verabschiedeten, sehr umstrittenen Gesetzes, das „Angriffe auf den guten Namen der polnischen Nation“ unter Strafandrohung stellt. In diesem Gesetz sehen viele Kritiker den Versuch, die polnische Geschichte „weißzuwaschen“. Engelking und Grabowski gingen gegen das Urteil in Revision. Das Berufungsgericht in Warschau hob am 16. August 2021 das Urteil auf, weil es der Freiheit wissenschaftlicher Forschung und der Meinungsfreiheit widerspreche.